# 東久世通忠

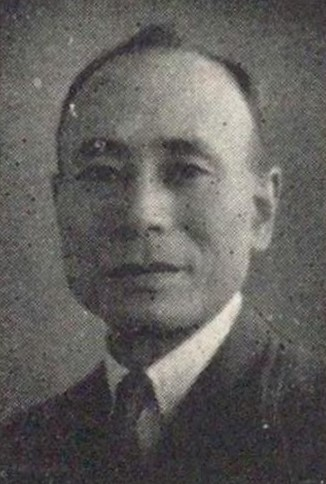
東久世通忠

東久世 通忠（ひがしくぜ みちただ、1899年（明治32年）10月13日 - 1962年（昭和37年）11月10日）は、日本の実業家、教育者、華族。貴族院伯爵議員。

## 経歴
伯爵・東久世通敏の長男として生まれる。父の死去に伴い1944年（昭和19年）8月15日、伯爵を襲爵した。1926年、早稲田大学政治経済学部を卒業した。
帝国在郷軍人会渋谷町分会評議員、同麻布支部参事、小西六日野分工場長、同社取締役、同社青年学校長、東京写真工業専門学校長、淀橋工場協会会長などを務めた。
1946年（昭和21年）5月9日、貴族院伯爵議員補欠選挙で当選し、研究会に所属して活動し、1947年（昭和22年）5月2日の貴族院廃止まで在任した。

## 親族
- 祖父 東久世通禧（枢密院副議長）[1]
- 母 東久世玉子（土方久用三女）[1]
- 妻 東久世八重子（杉浦六右衛門二女）[1]
- 伯父 土方久元（母の兄）[6]